# Château de Carros
Le château de Carros est situé au sommet du vieux village de Carros, dans le département des Alpes-Maritimes, région Provence-Alpes-Côte d'Azur, France.

## Historique
Le château de Carros fut édifié au début du XIIe siècle pour son premier occupant, Rostaing de Carros. 
Un temps propriété de la famille de Blacas, il a échappé à la destruction durant la Révolution.
En 1956, la château est habité par la famille Proniewski (René Jacques Proniewski, Claude Proniewski et leurs 4 enfants). Il est à ce moment-là délabré, sans eau ni électricité. "Nous vivions dans la salle principale, le château était difficile à chauffer et il y avait cette cheminée."
"Pour déménager, un mulet avait permis de déplacer les objets lourds, y compris dans l'escalier pour accéder à l'étage."
Un autre propriétaire habitait la façade du milieu (au rez de chaussée). 
Depuis 1998, le château abrite le Centre international d'art contemporain (Ciac).

## Architecture
La bâtisse a connu plusieurs destructions successives, notamment au XVIIe siècle, mais a retrouvé son architecture initiale. 
Sur la façade Est, l'alignement des corbeaux et des contreforts sont visibles. Le bâtiment a échappé aux destructions de la période révolutionnaire et, après la fuite des seigneurs, il est divisé et vendu à 9 propriétaires différents.